# Liam Redmond
Pour les articles homonymes, voir Redmond.
William « Liam » Redmond (Liam Mac Reamoinn en irlandais) est un acteur et metteur en scène irlandais, né le 27 juillet 1913 à Limerick (province de Munster), mort le 28 octobre 1989 à Dublin (province de Leinster).

## Biographie
Très actif au théâtre, Liam Redmond débute à l'Abbey Theatre de Dublin en 1935, dans La Coupe d'argent (en) de son compatriote Seán O'Casey, aux côtés de Cyril Cusack et Barry Fitzgerald. En ce lieu et jusqu'en 1944, il interprète de nombreuses autres pièces, dont Coriolan de William Shakespeare (1936, à nouveau avec Cyril Cusack et Barry Fitzgerald), Le Baladin du monde occidental de John Millington Synge (en 1937, 1938, 1942 et 1943, à chaque fois avec Cyril Cusack dans le rôle principal), ainsi qu'une adaptation de La Tragique Histoire du docteur Faust de Christopher Marlowe (1943, avec Cyril Cusack et Denis O'Dea). De plus, toujours à l'Abbey Theatre, il met en scène deux pièces en 1941 (Black Fast) et 1942 (The Singer).
Il se produit aussi à Londres, entre autres dans The Doctor's Dilemma de George Bernard Shaw (1963, avec Brian Bedford, Wilfrid Hyde-White et Anna Massey) et, pour l'une de ses ultimes prestations sur les planches, dans Le Baladin du monde occidental précité (1975-1976, avec Stephen Rea et Susan Fleetwood).
Partageant sa carrière entre son pays natal, le Royaume-Uni et les États-Unis, il joue ainsi à Broadway (New York) dans quatre pièces, les deux premières d'un autre compatriote, Paul Vincent Carroll (en), en 1939 (The White Steed, avec George Coulouris, Barry Fitzgerald et Jessica Tandy) et 1955 (The Wayward Saint, avec Paul Lukas). Les deux dernières sont The Loves of Cass McGuire de Brian Friel (1966, avec Ruth Gordon et Dennis King) et Loot de Joe Orton (1968, avec Kenneth Cranham et Carole Shelley).
Au cinéma, Liam Redmond apparaît pour la première fois dans L'Étrange Aventurière de Frank Launder (1946, avec Deborah Kerr et Trevor Howard). Parmi ses autres films britanniques, citons La Mer cruelle de Charles Frend (1953, avec Jack Hawkins et Donald Sinden), Rendez-vous avec la peur de Jacques Tourneur (1957, avec Dana Andrews et Peggy Cummins), Le Fantôme de l'Opéra de Terence Fisher (version de 1962, avec Herbert Lom et Heather Sears) et Le Dernier Safari d'Henry Hathaway (1967, avec Stewart Granger et Johnny Sekka).
Il tient également des seconds rôles dans plusieurs films américains, comme Un direct au cœur de Phil Karlson (1962, avec Elvis Presley et Gig Young) et L'Honorable Griffin de James Neilson (1967, avec Roddy McDowall et Suzanne Pleshette).
S'y ajoutent quelques coproductions, dont Sous dix drapeaux de Duilio Coletti (1960, avec Van Heflin et Charles Laughton), Le Baladin du monde occidental de Brian Desmond Hurst (adaptation de la pièce éponyme susvisée, 1962, avec Gary Raymond et Siobhán Mc Kenna), ou encore La Vingt-cinquième Heure d'Henri Verneuil (1967, avec Anthony Quinn et Virna Lisi).
Les deux derniers de ses quarante-cinq films sortent en 1975, dont Barry Lyndon de Stanley Kubrick (avec Ryan O'Neal et Marisa Berenson, lui-même ayant un petit rôle non crédité).
Pour la télévision, Liam Redmond participe à trente-et-une séries américaines ou britanniques entre 1953 et 1974, dont Aventures dans les îles (un épisode, 1961), La Grande Caravane (deux épisodes, 1962-1963), Le Saint (un épisode, 1966) et Chapeau melon et bottes de cuir (deux épisodes, 1966-1968).
Signalons encore neuf téléfilms de 1960 à 1973, dont David Copperfield (en) de Delbert Mann (1969, avec Richard Attenborough, Cyril Cusack et Edith Evans).

## Théâtre (sélection)
(comme acteur, sauf mention contraire ou complémentaire)

### À l'Abbey Theatre
- 1935 : La Coupe d'argent (The Silver Tassie) de Seán O'Casey, mise en scène d'Arthur Shields : Une victime
- 1935 : Parnell of Avondale de William Fearon : Le représentant de Limerick
- 1935 : A Saint in a Hurry de José Maria Penam, adaptation de Hugh De Blacam : Mansilla
- 1936 : Coriolan (Coriolanus) de William Shakespeare : Le deuxième citoyen
- 1936 : The Passing Day de George Shiels : L'homme
- 1937 : Coggerers de Paul Vincent Carroll : Robert Emmet
- 1937 : Cartney and Kevney de George Shiels : Dooney
- 1937 : She Had to Do Something de Seán O'Faolain : Canon Kane
- 1937-1938 : The Invincibles de Frank O'Connor et Hugh Hunt : M. O'Leary
- 1937-1938-1942-1943 : Le Baladin du monde occidental (The Playboy of the Western World) de John Millington Synge : Philly O'Cullen (1937-1938) / Michael James Flaherty (1942-1943)
- 1938 : Neal Maquade de George Shiels : rôle-titre
- 1938 : Mose's Rock de Frank O'Connor et Hugh Hunt : Dr Corney Jackson
- 1938 : Blind Man's Buff d'Ernst Toller et William Denis Johnston : Seamus Ua Caoilte
- 1938 : On Baile's Strand de William Butler Yeats : Cuchullain
- 1938 : The Dear Queen d'Andrew Ganly : Le révérend Munn
- 1938 : La Charrue et les Étoiles (The Plough and the Stars) de Seán O'Casey : Capitaine Brennan
- 1938 : Casadh an tSugain de Douglas Hyde : Seamus O'hIarainn
- 1938 : Purgatory de William Butler Yeats : L'homme
- 1938 : The Moon in the Yellow River de William Denis Johnston : Dobelle
- 1939 : Illumination de Thomas Cornelius Murray : Hugh Dwyer
- 1939 : The Jailbird de George Shiels : Charlie
- 1941 : The King's Threshold de William Butler Yeats : Seanchan
- 1941 : The Lady in the Twilight de Mervyn Wall : Edward Allen
- 1941 : Trial at Green Street Courthouse de Roger McHugh : Ryan
- 1941 : Remember for Ever de Bernard McGinn : Brian
- 1941 : Swans and Geese d'Elizabeth Connor : Le sergent de la garde civile
- 1941 : Shadow and Substance de Paul Vincent Carroll : Dermot Francis O'Flingsley
- 1941 : Forget Me Not de Lennox Robinson : Dan Foley
- 1941 : Black Fast d'Austin A. J. Clarke : Cogitosus (+ metteur en scène)
- 1941 : The Fiddler's House de Padraic Colum : Brian MacConnell
- 1941-1942 : The Money Doesn't Matter de Louis Lynch D'Alton : Le père Maher
- 1942 : The Cursing Fields d'Andrew Ganly : M. Henry Beaufort
- 1942 : The Singer de Padraig Pearse (metteur en scène)
- 1942 : A Night at an Inn d'Edward Dunsany : A. E. Scott Fortescue
- 1942 : An Apple a Day d'Elizabeth Connor : Dr Burke
- 1942 : Junon et le Paon (Juno and the Paycock) de Seán O'Casey : Un membre de la milice
- 1942-1943 : The Whip Hand de B. G. MacCarthy : Willie Branigan
- 1942-1943 : The Country Dressmaker de George Fitzmaurice : Luke Quilter
- 1942-1944 : The Fort Field de George Shiels : Bernard Caven
- 1942-1944 : The Whiteheaded Boy de Lennox Robinson : Donogh Brosnan
- 1943 : La Tragique Histoire du docteur Faust (Faustus Kelly) de Christopher Marlowe, adaptation de Flann O'Brien : M. Strange
- 1943 : Assembly at Druim Ceat de Roibeard O'Farachain : Le roi Aedh
- 1943 : Thy Dear Father de Gerard Healy : Jack Dooley
- 1943 : The Lost Leader de Lennox Robinson : Frank Ormsby
- 1943 : The Bribe de Seamus O'Kelly : Un surveillant de l'assistance publique
- 1943 : Poor Man's Miracle de Marian Hemar, adaptation de F. B. Czarnomski : Le recteur
- 1944 : The Wise Have Not Spoken de Paul Vincent Carroll : Andy Haveron

### À Londres
- 1947 : Happy as Larry de Donald MacDonagh
- 1950 : They Got That They Wanted de Louis Lynch D'Alton
- 1951 : The Biggest Thief in Town de Dalton Trumbo
- 1963 : The Doctor's Dilemma de George Bernard Shaw
- 1975-1976 : Le Baladin du monde occidental (The Playboy of the Western World) de John Millington Synge : Michael James Flaherty

### À Broadway
- 1939 : The White Steed de Paul Vincent Carroll : Denis Dillon
- 1955 : The Wayward Saint de Paul Vincent Carroll : Canon Daniel McCooey
- 1966 : The Loves of Cass McGuire de Brian Friel : Harry
- 1968 : Loot de Joe Orton : McLeavy

## Filmographie partielle

### Cinéma
- 1946 : L'Étrange Aventurière (I See a Dark Stranger) de Frank Launder : Oncle Timothy (+ contribution au scénario)
- 1948 : Daughter of Darkness de Lance Comfort : le père Cocoran
- 1949 : Saints and Sinners de Leslie Arliss : O'Driscoll
- 1949 : La Bataille des sables (Sword in the Desert) de George Sherman : Jerry McCarthy
- 1951 : Haute Trahison (High Treason) de Roy Boulting : Commodore Robert Brennan
- 1952 : Un si noble tueur (The Gentle Gunman) de Basil Dearden : Connolly
- 1953 : La Mer cruelle (The Cruel Sea) de Charles Frend : Watts
- 1954 : Final Appointment de Terence Fisher : Inspecteur Corcoran
- 1954 : Héritages et vieux fantômes (Happy Ever After) de Mario Zampi : Regan
- 1954 : Les hommes ne comprendront jamais (The Divided Heart) de Charles Crichton : le premier magistrat Kelly
- 1955 : The Glass Cage de Montgomery Tully : Inspecteur Lindley
- 1956 : Safari de Terence Young : Roy Shaw
- 1956 : Jacqueline de Roy Ward Baker : M. Lord
- 1956 : À vingt-trois pas du mystère (23 Paces to Baker Street) d'Henry Hathaway : Joe Murch
- 1956 : Peine capitale (Yield to the Night) de J. Lee Thompson : le médecin de la prison
- 1957 : Rendez-vous avec la peur (Night of the Demon) de Jacques Tourneur : Professeur Mark O'Brien
- 1957 : Les Trafiquants de la nuit (The Long Haul) de Ken Hughes : Casey
- 1958 : Rooney de George Pollock : M. Doolan
- 1958 : Le Désert de la peur (Ice Cold in Alex) de J. Lee Thompson : Le brigadier du DDMS
- 1959 : The Boy and the Bridge de Kevin McClory : Pat Doyle
- 1959 : Alive and Kicking de Cyril Frankel : Le vieil homme
- 1960 : Sous dix drapeaux (Sotto dieci bandiere) de Duilio Coletti : Windsor
- 1960 : Scent of Mystery de Jack Cardiff : Johnny Gin
- 1962 : Le Fantôme de l'Opéra (The Phantom of the Opera) de Terence Fisher : Inspecteur Ward
- 1962 : Alerte sur le Vaillant (The Valiant) de Roy Ward Baker : Commandant Reilly, chirurgien
- 1962 : Le Baladin du monde occidental (The Playboy of the Western World) de Brian Desmond Hurst : Michael James Flaherty
- 1962 : Un direct au cœur (Kid Galahad) de Phil Karlson : le père Higgins
- 1964 : The Luck of Ginger Coffey d'Irvin Kershner : MacGregor
- 1965 : Les Aventures amoureuses de Moll Flanders de Terence Young : le prisonnier du capitaine du bateau
- 1967 : Le Dernier Safari (The Last Safari) d'Henry Hathaway : Alec Beaumont
- 1967 : La Vingt-cinquième Heure d'Henri Verneuil : le père Koruga
- 1967 : Tobrouk, commando pour l'enfer (Tobruk) d'Arthur Hiller : Henry Portman
- 1967 : L'Honorable Griffin (The Adventures of Bullwhip Griffin) de James Neilson : Capitaine Swain
- 1975 : Barry Lyndon de Stanley Kubrick : petit rôle non spécifié

### Télévision
Séries
- 1961 : Aventures dans les îles (Adventures in Paradise), saison 3, épisode 10 Aller sans retour (One Way Ticket) de James B. Clark : Larry Blaine
- 1962 : Gunsmoke ou Police des plaines (Gunsmoke ou Marshal Dillon), saison 7, épisode 30 The Dreamers d'Andrew V. McLaglen : Henry Cairn
- 1962-1963 : La Grande Caravane (Wagon Train), saison 6, épisode 9 The Levy-McGowan Story (1962 - Patrick McGowan) et épisode 29 Heather and Hamish (1963 - Samuel MacIntosh)
- 1965 : Daniel Boone, saison 2, épisode 9 The Peace Tree de George Sherman : Roderick MacIntosh
- 1966 : Le Saint (The Saint), saison 5, épisode 7 Le Diamant (The Angel's Eye) de Leslie Norman : Tom Upwater
- 1966-1968 : Chapeau melon et bottes de cuir, première série (The Avengers)
  - Saison 4, épisode 17 Petit gibier pour gros chasseurs (Small Game for Big Hunters, 1966) : Professeur Swain
  - Saison 6, épisode 20 Étrange Hôtel (Wish You Were Here, 1969) de Don Chaffey : Charles Merrydale

Téléfilms
- 1960 : La Tempête (The Tempest) de George Schaefer : Gonzalo
- 1964 : Little Moon of Alban II de George Schaefer : le père Curran
- 1969 : David Copperfield de Delbert Mann : M. Quinion
- 1969 : Hans Brinker de George Schaefer : St. Nicolas